# Loya yirga

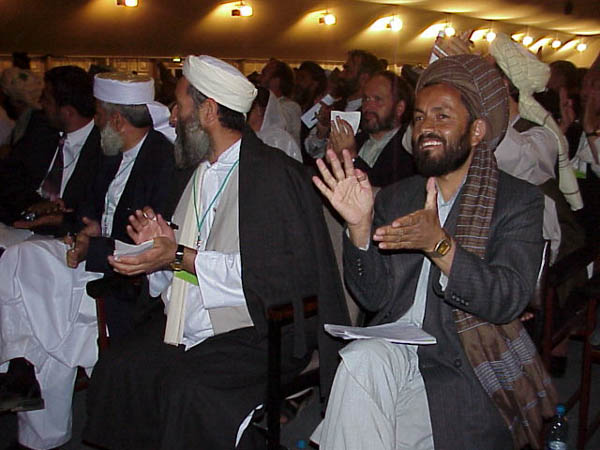
Loya yirga (13 de junio de 2002).

Loya yirga (en pastún, لویه جرگه), a veces escrito loya jirga o loya jirgah, es el nombre que se da en Afganistán a una gran asamblea a la que originalmente acudían los grupos pastunes, pero que después ha incluido a otros grupos étnicos.
Las palabras provienen del idioma pastún: loia (لویه) significa ‘gran’, y yirga (جرگه), ‘consejo, reunión o asamblea’.
Entre los asistentes a la loya yirga hay dirigentes tribales o regionales, figuras políticas, militares y religiosas, realeza, funcionarios del gobierno, etc. Las reuniones se convocan de modo irregular, a menudo por el gobernante del momento. Hay historiadores que dicen que la tradición tiene más de mil años de antigüedad.
No existen límites temporales para la loya yirga, que prosigue hasta que se toman decisiones. Las decisiones se adoptan por consenso y no se vota de modo formal. Se pueden tratar muchos tipos de asuntos, como política exterior, declaraciones de guerra, otorgar la confianza a un gobernante o presentación de nuevas ideas y normas.
Entre las loya yirgas más importantes de la historia de Afganistán se encuentran las de:
- 1747 (cerca de Kandahar): acudieron representantes pastunes que nombraron a Ahmad Shah como su líder.
- c1880: convocada por Abdur Rahman Khan
- 1930, septiembre: 286 asistentes convocados por Mohamed Nadir Shah para confirmar su ascenso al trono.
- 1941: convocada por Mohamed Zahir Shah, para aprobar la neutralidad en la Segunda Guerra Mundial.
- 1947: celebrada por los pastunes de las Agencias Tribales administradas por el Reino Unido, para decidir si unirse a la India o a Pakistán.
- 1949: convocada durante una disputa con Pakistán. Declaró no reconocer la Línea Durand como frontera entre los dos países.
- 1964, septiembre: 452 asistentes convocados por Mohamed Zahir Shah para aprobar una nueva constitución.
- 1977, enero: aprobada la nueva constitución de Mohammed Daud Khan que establecía el gobierno de partido único en la República de Afganistán.
- 1985, abril: para ratificar la nueva constitución de la República Democrática de Afganistán.
- 2001, septiembre: Hubo cuatro diferentes movimientos de loya yirga en previsión del final del gobierno de los talibán. Hubo poca comunicación entre ellos:
  - El primero tenía su base en Roma alrededor de Mohamed Zahir Shah, reflejaba el interés de los pastunes moderados del sureste de Afganistán, el mismo grupo étnico del que los talibanes recogían gran parte de su apoyo. La iniciativa de Roma pedía elecciones libres, apoyo al islam como fundamento del estado afgano y respeto a los Derechos Humanos.
  - El segundo se centró en Chipre, dirigido por Homayoun Jarir, miembro renegado del Partido Islámico de su suegro, Gulbuddin Hekmatyar, que luchó en la batalla por Kabul antes de su toma por los talibanes en 1996. Quienes criticaron la iniciativa de Chipre sospechaban que servía los intereses de Irán. Los miembros de la iniciativa de Chipre se consideraban más cercanos al pueblo afgano que el grupo de Roma, que representaba a la nobleza, aislada desde hacía mucho tiempo.
  - Hubo dos iniciativas menores en Bonn y Pakistán.
- 2002: organizada por la administración interina de Hamid Karzai, con cerca de 2000 delegados, elegidos electoralmente en varias regiones del país o concedidos a varios grupos políticos, culturales y religiosos. Se celebró en una gran tienda desde el día 11 de junio y formó la nueva administración afgana que tomó posesión poco después.
- 2003, diciembre: para considerar el nuevo Proyecto de Constitución de Afganistán.